# Recreios Desportivos de Algueirão
O Recreios Desportivos do Algueirão é um clube português localizado na freguesia de Algueirão - Mem Martins, concelho de Sintra, distrito de Lisboa. Atualmente, na época 2022-23 joga na AF Lisboa 3ª Divisão Série 2.
Fundado em 1942, com o nome de Recreios Desportivos do Algueirão tendo como presidente Mauricio Rodrigues. 
Por iniciativa de alguns Associados na década de 50 passou a designar-se pelo nome que ainda hoje usa, conforme Diário do Governo n º. 266 2ª Série de 15.11.1942.
Possui um amplo Parque Desportivo, que engloba quatro campos de futebol sintética com bancada coberta para a pratica de futebol 11.
Também no ano de 2006, foi inaugurado no Parque Desportivo um Restaurante Cervejaria com capacidade para sessenta pessoas, um espaço de grande dignidade e qualidade, tendo como grande objetivo a promoção do convívio entre Sócios e simpatizantes do Clube.

## História
O clube foi fundado em 1942 e o seu atual presidente é Mauricio Rodrigues. 
Dérbi contra o Sintrense a 14 de abril de 2019.
Na época de 2007-2008, a equipa de seniores de futebol participou no campeonato nacional da 3ª divisão, série E.
Na época de 2010-2011, a equipa de seniores de futebol participou no campeonato regional da Divisão Honra, A.F.L.
Algumas vezes fazem atividades na “Noite de Fados” nos Recreios Desportivos do Algueirão.
Alguns jogadores internacionais já passaram nos Recreios Desportivos do Algueirão. Como William Silva de Carvalho.

## Estádio
A equipa de futebol disputa o seus jogos em casa no Campo de Jogos Raúl Neves, Estrada do Algueirão 140, 2725 Sintra
Em Julho de 2017 Recreios Desportivos do Algueirão envolveu na inauguração do Sporting Clube de Lourel